# رئيس جمهورية ترانسنيستريا
رئيس جمهورية ترانسنيستريا (باللغة الروسية: Президент Приднестровской Республики) هو رأس الدولة الترانسنيسترية ويتمتع بالسلطة التنفيذية

## المميزات التي يمتلكها الرئيس
وفق مادة 70-71 من الدستور الترانسنيستري والقانون «التعديلات والإضافات على دستور ترانسنيستريا»
1. الرئيس هو الضامن للدستور والقوانين في جمهورية ترانسنيستريا ، وحقوق وحريات الإنسان والمواطن ، ويضمن التنفيذ الدقيق للدستور والقوانين
2. يتخذ الرئيس التدابير لحماية سيادة الجمهورية واستقلالها وسلامة أراضيها ، ويضمن العمل المنسق والتفاعل بين جميع سلطات الدولة ؛
3. يطور الرئيس مفهوم السياسة الداخلية والخارجية للدولة ويتخذ الإجراءات اللازمة لتنفيذها ؛
4. يمثل الرئيس مصالح الجمهورية داخل البلاد وفي العلاقات الدولية ؛
5. لديه الحصانة؛
6. الرئيس هو القائد العام للقوات المسلحة الترانسنيسترية ويتخذ أي تدابير قانونية تهدف إلى تعزيز القدرة الدفاعية للجمهورية
7. في الحالات المنصوص عليها في الدستور ، الرئيس يُدخل الأحكام العرفية على أراضي الجمهورية مع إخطار فوري بذلك إلى المجلس الأعلى.

يمارس الرئيس القيادة العامة للهيئات التنفيذية لسلطة الدولة وإدارتها ويضمن تفاعلها مع الهيئات الأخرى لسلطة الدولة.
الرئيس له الحق في العفو ، وحل قضايا جنسية
الجمهورية ومنح اللجوء السياسي. ينشئ الرئيس جوائز الدولة ، ويؤسس الألقاب الفخرية والخاصة ، ويمنح جوائز الدولة ، ويمنح الألقاب الفخرية لبريدنيستروفي ، وأعلى الرتب العسكرية والخاصة ، وأعلى فئات التأهيل والرتب.
1. الرئيس يعيّن بموافقة المجلس الأعلى ورئيس الوزراء ؛
2. للرئيس الحق في رئاسة اجتماعات الحكومة ؛
3. الرئيس يقرر استقالته من الحكومة ؛
4. يقدم الرئيس إلى المجلس الأعلى مرشحًا لتعيينه في منصب رئيس البنك المركزي. طرح موضوع إقالة رئيس البنك المركزي على المجلس الأعلى.
5. بناء على اقتراح رئيس الوزراء ، يعين ويقال نواب رئيس الوزراء والوزراء ورؤساء إدارات الدولة في المدن والمناطق ؛
6. يقدم الرئيس إلى المجلس الأعلى مرشحين لتعيينهم في مناصب رؤساء المحاكم الدستورية والعليا والتحكيم ، وكذلك ترشيح المدعي العام لجمهورية مولدوفا بريدنيستروف ؛ تقديم اقتراح إلى المجلس الأعلى بشأن عزل المدعي العام ، وتعيين قاضيين في المحكمة الدستورية وقضاة المحاكم الأخرى ؛
7. يقرر الرئيس استقالة أعضاء الحكومة في الحالات وبالطريقة المنصوص عليها في الدستور والقانون ؛
8. يمكن للرئيس حل المجلس الأعلى في الحالات وبالطريقة المنصوص عليها في دستور جمهورية ترانسنيستريا المولدوفية؛
9. الرئيس يعين ويقيل القيادة العليا للقوات المسلحة لجمهورية ترانسنيستريا؛
10. يوافق على العقيدة العسكرية للجمهورية؛
11. الرئيس يعين ويقيل الممثلين المفوضين لرئيس الجمهورية.[2]

## قيود علي الرئيس
لا يجوز للرئيس شغل أي منصب آخر مدفوع الأجر ، أو القيام بأنشطة ريادية وأنشطة أخرى ، باستثناء الأنشطة العلمية والتعليمية وغيرها من الأنشطة الإبداعية ، أو أن يكون عضوًا في مجلس الإدارة أو مجلس الإشراف لمؤسسة تجارية ، أو أن يكون نائبًا في المجلس الأعلى والهيئات التمثيلية الأخرى في ترانسنيستريا. طوال فترة صلاحياته ، تم تعليق عضوية الرئيس في الأحزاب السياسية والجمعيات العامة الأخرى التي تسعى لتحقيق أهداف سياسية.

## إجراءات الانتخاب وإنهاء الصلاحيات
يتم انتخاب رئيس ترانسنيستريا من قبل مواطني الجمهورية على أساس الاقتراع العام والمتساوي والمباشر بالاقتراع السري. يجوز انتخاب أي مواطن من ترانسنيستريا له الحق في التصويت ، ولا يقل عمره عن 35 عامًا ، وكان مواطنًا في ترانسنيستريا لمدة 10 سنوات على الأقل ويقيم بشكل دائم في أراضي الجمهورية ، رئيساً.
مدة ولاية رئيس الجمهورية هي 5 سنوات. لا يجوز لنفس الشخص شغل منصب الرئيس لأكثر من فترتين متتاليتين.
يتم إنهاء صلاحيات رئيس ترانسنيستريا في وقت مبكر في حالة الاستقالة الطوعية ، أو استمرار العجز لأسباب صحية عن ممارسة سلطاته أو وفاته أو عزله من منصبه. في حالة عدم قدرة الرئيس على ممارسة سلطاته ، يتم تنفيذ صلاحيات رئيس ترانسنيستريا من قبل رئيس حكومة ترانسنيستريا.

## رموز السلطة الرئاسية
رموز السلطة الرئاسية للرئيس هي
- علم ترانسنيستريا
- علم ترانسنيستريا الرئاسي
- وشاح الرئيس.

اصول راية الجمهورية والراية الرئاسية هو مكتب رئيس الجمهورية في تيراسبول.

## اليمين الدستورية
«أقسم ، عند ممارسة سلطات رئيس جمهورية ترانسنيستريا، أن أحترم وحماية دستور وقوانين الجمهورية ، واحترام حقوق وحريات الإنسان والمواطن ، وحماية السيادة والاستقلال والأمن وسلامة الدولة ، لخدمة شعب الجمهورية بأمانة».

## فائمة الرؤساء

### رؤساء الدول غير الرئاسيين
| الرقم | عمودي          | الاسم (ميلاد- وفاة)         | المنصب                               | مدة المنصب    | مدة المنصب     | مدة المنصب      | حزب سياسي | حزب سياسي |
| الرقم | عمودي          | الاسم (ميلاد- وفاة)         | المنصب                               | تولى منصبه    | ترك المكتب     | الوقت في المنصب | حزب سياسي | حزب سياسي |
| ----- | -------------- | --------------------------- | ------------------------------------ | ------------- | -------------- | --------------- | --------- | --------- |
| 1     |                | إيغور سميرنوف (مواليد 1941) | رئيس مجلس السوفيات الأعلى المؤقت     | 3 سبتمبر 1990 | 29 نوفمبر 1990 | 87 أيام         | CPSU      |           |
| (1)   | رئيس الجمهورية | إيغور سميرنوف (مواليد 1941) | 29 نوفمبر 1990                       | 29 أغسطس 1991 | 273 أيام       | مستقل           |           |           |
| —     | رئيس الجمهورية |                             | اندراي مانويلوف (1945–1995) بالنيابة | 29 أغسطس 1991 | 1 أكتوبر 1991  | 33 أيام         | مستقل     |           |
| (1)   | رئيس الجمهورية |                             | إيغور سميرنوف (مواليد 1941)          | 1 أكتوبر 1991 | 3 ديسمبر 1991  | 63 أيام         | مستقل     |           |

### رؤساء الدولة الفعليين
| الرقم | عمودي | الاسم (ميلاد- وفاة)              | مدة المنصب     | مدة المنصب     | مدة المنصب        | حزب سياسي        | الإنتخابات          | نواب الرئيس (قبل 2011), رؤساء الوزراء                                                       |
| الرقم | عمودي | الاسم (ميلاد- وفاة)              | تولى منصبه     | ترك المكتب     | الوقت في المنصب   | حزب سياسي        | الإنتخابات          | نواب الرئيس (قبل 2011), رؤساء الوزراء                                                       |
| ----- | ----- | -------------------------------- | -------------- | -------------- | ----------------- | ---------------- | ------------------- | ------------------------------------------------------------------------------------------- |
| 1     |       | إيغور سميرنوف (مواليد 1941)      | 3 ديسمبر 1991  | 30 ديسمبر 2011 | 20 سنوات و27 أيام | مستقل            | 1991 1996 2001 2006 | الكسندرو كرمان سيرجي ليونتييف ألكسندر كوروليوف                                              |
| 2     |       | يايفجينى شيفتشوك (مواليد 1941)   | 30 ديسمبر 2011 | 16 ديسمبر 2016 | 4 سنوات و352 أيام | مستقل            | 2011                | بيوتر ستيبانوف تاتيانا تورانسكايا مايا بارناس تاتيانا تورانسكايا مايا بارناس بيوتر ستيبانوف |
| 3     |       | فاديم كراسنوسيلسكي (مواليد 1970) | 16 ديسمبر 2016 | الحالي         | 8 سنوات و85 أيام  | اوبنوفليني مستقل | 2016 2021           | ألكسندر مارتينوف ألكسندر روزنبرغ                                                            |

## اخر انتخابات
| المرشح             | الحزب | عدد الاصوات | نسبة الاصوات | النتيجة             |
| ------------------ | ----- | ----------- | ------------ | ------------------- |
| فاديم كراسنوسيلسكي | مستقل | 113,620     | 87.04%       | الفوز بالانتخابات   |
| سيرجي باينزار      | مستقل | 16,914      | 12.96%       | الخسارة بالانتخابات |

## معرض الصور
- الرئيس فاديم كراسنوسيلسكي في 9 مايو 2021
- رئيس ترانسنيستريا (فاديم كراسنوسيلسكي)ونظيرة الأبخازي الأسبق (راؤول خاجيمبا) يوقعوا اتفاقية في 29 سبتمبر 2017
- صورة أخري لاتفاقية ابخازيا وترانسنيستريا
- لوحة ترخيص سيارة الرئيس
- الرئيس وهو يحلف اليمين الدستورية
- الاحتفالات والموسيقى المعزوفة أمام المنصة التي عليها الرئيس في العرض العسكري بمناسبة عيد النصر 9 مايو 2017 في تيراسبول